# Tari le petit oiseau
Pour plus de détails, voir Fiche technique et Distribution.
Tari le petit oiseau (en russe : Птичка Тари) est un film d'animation soviétique réalisé par Guennadi Sokolski sorti en 1976.

## Fiche technique
- Titre : Tari le petit oiseau
- Titre original : Птичка Тари
- Réalisation :	Guennadi Sokolski
- Photographie : Mikhaïl Drouïan
- Scénario : Boris Zakhoder
- Musique : Sándor Kallós
- Direction artistique : Vladimir Zouïkov (ru), Édouard Nazarov
- Animateurs : Violetta Kolesnikova (ru), Youri Boutyrine (ru), Alexeï Boukine (ru), Viktor Likhachev (ru), Sergueï Dejkine (ru)
- Son : Vladimir Koutouzov
- Rédaction : Tatiana Paporova
- Montage : Lioubov Georgieva
- Producteur exécutif : Lioubov Boutyrina
- Studio de production : Soyuzmultfilm Studio
- Pays de production :  Union soviétique
- Langue : russe
- Durée : 8 minutes 47 secondes
- Année de sortie : 1976

## Distribution
- Zinaïda Narychkina (ru)
- Maria Vinogradova
- Leonid Bronevoï : narrateur
- Anatoli Chtchoukine
- Lidiya Kataeva
- Agar Vlasova